# Rally Costa de Almería de 2019
El Rally Costa de Almería de 2019 fue la 45.ª edición del citado rally. Se celebró entre el 11 y 12 de mayo de 2019 y contó con un itinerario de nueve tramos cronometrados sobre asfalto. Contó con un coeficiente 5, y fue puntuable para el Campeonato de Andalucía de Rallyes de Asfalto. Dio comienzo en la Rambla Federico García Lorca de la ciudad de Almería, lugar que también acogió la llegada del evento. Se presentaron 30 participantes, pero dos de ellos no tomaron la salida.

## Itinerario
| Día   | Tramo | Nombre                        | Distancia | Hora  | Ganador            | Tiempo | Vel. media | Líder rally        |
| ----- | ----- | ----------------------------- | --------- | ----- | ------------------ | ------ | ---------- | ------------------ |
| Día 1 | SS1   | Níjar-Lucainena de las Torres | 15,1 km   | 15:18 | José Antonio Aznar |        |            | José Antonio Aznar |
| Día 1 | SS2   | Benizalón-Benitagla           | 10,54 km  | 16:15 | José Antonio Aznar |        |            | José Antonio Aznar |
| Día 1 | SS3   | Cóbdar-Uleila del Campo       | 20,7 km   | 16:51 | José Antonio Aznar |        |            | José Antonio Aznar |
| Día 1 | SS4   | Níjar-Lucainena de las Torres | 15,1 km   | 20:02 | José Antonio Aznar |        |            | José Antonio Aznar |
| Día 1 | SS5   | Benizalón-Benitagla           | 10,54 km  | 20:59 | José Antonio Aznar |        |            | José Antonio Aznar |
| Día 1 | SS6   | Cóbdar-Uleila del Campo       | 20,7 km   | 21:35 | José Antonio Aznar |        |            | José Antonio Aznar |
| Día 2 | SS7   | Río Aguas                     | 9,2 km    | 10:37 | José Antonio Aznar |        |            | José Antonio Aznar |
| Día 2 | SS8   | Turrillas                     | 8,9 km    | 11:22 | José Antonio Aznar |        |            | José Antonio Aznar |
| Día 2 | SS9   | Lucainena de las Torres-Níjar | 15,1 km   | 11:40 | José Antonio Aznar |        |            | José Antonio Aznar |

## Clasificación final
| Pos. | Piloto                     | Copiloto                 | Automóvil                  | Tiempo    | Diferencia |
| ---- | -------------------------- | ------------------------ | -------------------------- | --------- | ---------- |
| 1.   | José Antonio Aznar         | José Crisanto Galán      | Porsche 911 997 GT3 RS 3.8 | 1:21:42,6 | 0.0        |
| 2.   | Juan Carlos Fuentes García | José García Ferry        | Porsche 911 997 GT3 RS 3.8 | 1:26:01,1 | 4:18,5     |
| 3.   | Rafael Galán de la Fuente  | Rocío Espinosa Varón     | Citroën C2 R2 Max          | 1:26:30,4 | 4:47,8     |
| 4.   | Antonio Pérez Sánchez      | Álvaro Ruiz Valiente     | Renault Clio Sport         | 1:27:22,5 | 5:39,9     |
| 5.   | José María Zapata          | Antonio Pérez Orellana   | Renault Mégane Coupé 16v   | 1:28:13,6 | 6:31,0     |
| 6.   | José Miguel López Mañas    | Miguel Montoya           | Mitsubishi Lancer Evo VIII | 1:28:49,9 | 7:07,3     |
| 7.   | Miguel García Gutiérrez    | Checo Salom              | Suzuki Swift Sport ZC33S   | 1:28:52,6 | 7:10,0     |
| 8.   | Nicolás Cabanes Gómez      | Carlos Cancela           | Suzuki Swift Sport ZC33S   | 1:33:01,5 | 11:18,9    |
| 9.   | José Mayorgas              | Víctor Barba             | Suzuki Swift Sport ZC33S   | 1:33:32,0 | 11:49,4    |
| 10.  | Víctor Requena Galera      | David Jesús Nieto Romero | Peugeot 106                | 1:34:51,6 | 13:09,0    |